# جایزه بیتا
جایزهٔ بیتا جایزه‌ای سالانه است برای بزرگانِ فرهنگ و هنر و ادبِ ایران که از سالِ ۲۰۰۸ میلادی با پشتیبانیِ بیتا دریاباری در مرکز مطالعات ایرانی دانشگاه استنفورد اهدا می‌شود.

## برندگان
برندگان جایزه از این قرارند:
- ۲۰۰۸: سیمین بهبهانی[۴]
- ۲۰۰۹: گلی ترقی[۵]
- ۲۰۱۰: محمّدرضا شجریان[۶]
- ۲۰۱۱: بهرام بیضایی (نخست جایزهٔ این سال برای ابراهیم گلستان در نظر گرفته شده بود. ولی او نتوانست به استنفورد سفر کند.)[۷]
- ۲۰۱۲: هوشنگ سیحون[۸]
- ۲۰۱۳: مهشید امیرشاهی[۹]
- ۲۰۱۴: ایرج پزشکزاد[۱۰]
- ۲۰۱۵: احسان یارشاطر[۱۱]
- ۲۰۱۶: شهرنوش پارسی‌پور[۱۲]
- ۲۰۱۷: مرجان ساتراپی[۱۳]
- ۲۰۱۸: پریسا[۱۴][۱۵]
- ۲۰۱۹: کیهان کلهر[۱۶]
- ۲۰۲۳: هما سرشار (سیزدهمین جایزه بیتا برای هوشنگ ابتهاج در نظر گرفته شده بود، که چند ماه مانده به مراسم جایزه درگذشت. سال بعد برنده جدید اعلام شد.)
- ۲۰۲۴: شهرام ناظری
- ۲۰۲۵: حسین امانت